# Llengües samoiedes
Les llengües samoiedes són una família de llengües parlada als dos vessants dels Urals, a la part més septentrional d'Euràsia. S'ha estimat els seus parlants en unes 30.000 persones. Conjuntament amb les llengües finoúgriques conformen les llengües uralianes.

## Etimologia
El terme samoiede es deriva del terme rus samoied (самоед) per a alguns pobles indígenes de Sibèria. De vegades, es considera despectiu perquè la seva etimologia s'ha interpretat com la procedent de Rússia: Samo-ied: "el que es menja ell mateix". És per això que alguns etnòlegs en suggereixen l'ús de la paraula samodeic. Altres interpretacions, però, suggereixen que samoied prové de l'expressió same-edne, que significa la terra dels pobles samis.

## Distribució geogràfica
El territori samoiede s'estén des del mar Blanc fins al mar de Laptev, al llarg de les costes àrtiques de la Rússia europea, incloent-hi el sud de Nova Terra, la península de Iamal, les boques del riu Obi i del riu Ienissei fins a la península de Taimir en l'extrem nord de Sibèria. Els seus veïns parlen llengües úgriques transuràliques i les llengües pèrmiques fineses cis-uràliques al sud, però estan separats dels finesos bàltics per russos a l'oest. Al nord limiten amb el poble turquès iacut.
Una ciutat samoieda considerable va sorgir a Mangazeia al segle xvi, que va créixer sobre la base del comerç i fou destruïda al començament del segle xvii.

## Subdivisions
Les llengües i els grups ètnics respectius es divideixen tradicionalment en taigà, tundra, i els grups de muntanya, i englobats en els grups del nord i del sud,
Samoiede septentrional
- Nganassan (Tavgy, Tavgi, Tawgi, Samoied Tawgi)
- Enets–Nenets
  - Enets (Ienets, samoied del Iénissei)
  - †Iurats, parla de transició entre Enets i Iurac
  - Iurac (Nenets), dividit en dos dialectes:
    - Iurac del bosc
    - Iurac de la tundra

Samoiede meridional
- Selkup / Taiga (Samoied ostiac), dividit en els dialectes:
  - Taz Selkup
  - Tym Selkup
  - Ket Selkup
- Sayan / Samoied de la Muntanya
  - †Kamassià (Kamas)
  - †Mator (Motor, Taigi, Karagas)

Tanmateix, Janhunen proposà el 1998 una nova divisió per les divergències del nganassan i el mator amb la branca Enets–Nenets–Iurats i Kamas–Selkup 
Nganassan
†Mator
Grup samoièdic
- Enets–Nenets
  - Enets (Yenets, Samoied del Iènissei)
  - †Iurats
  - Iurac (Nenet)
    - Iurac del bosc
    - Iurac de la tundra
- Kamas–Selkup
  - †Kamassià (Kamas)
  - Selkup (Samoied ostiac)
    - Taz Selkup
    - Tym Selkup
    - Ket Selkup